# L'impiegato statale
L'impiegato statale (Государственный чиновник, Gosudarstvennyj činovnik) è un film del 1930 diretto da Ivan Aleksandrovič Pyr'ev.